# Sovrani di Wallis e Futuna
Wallis e Futuna sono una Collettività Territoriale della Francia. Le isole sono tradizionalmente divise in tre regni: Uvea, che corrisponde all'isola di Wallis, Sigave, che corrisponde alla parte settentrionale dell'isola di Futuna, e Alo, costituito dalla parte meridionale di Futuna e da Alofi. I tre regni fungono anche da divisione amministrativa.

## Uvea

### Lavelua

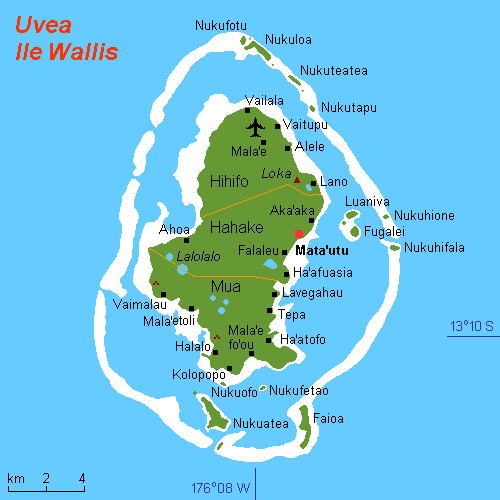
L'isola di Wallis, nota localmente col nome di Uvea.

Il Re di Uvea (o la Regina) viene chiamato Lavelua.
Questa è la lista dei monarchi di Uvea.

#### Dinastia Takumasiva
- Manuka (1767 – 1810)
- Tufele (1810 - 1818)

#### Dinastia Kulitea
- Kulitea (1818 – 1819)
- Lavekava (1819 - 1820)
- Hiva (1820 – 1820)

#### Seconda Dinastia Takumasiva
- Muliakaaka (1820 - 1825)
- Uhila "moafa" (1825)
- Mulitoto (1825 – 1826)

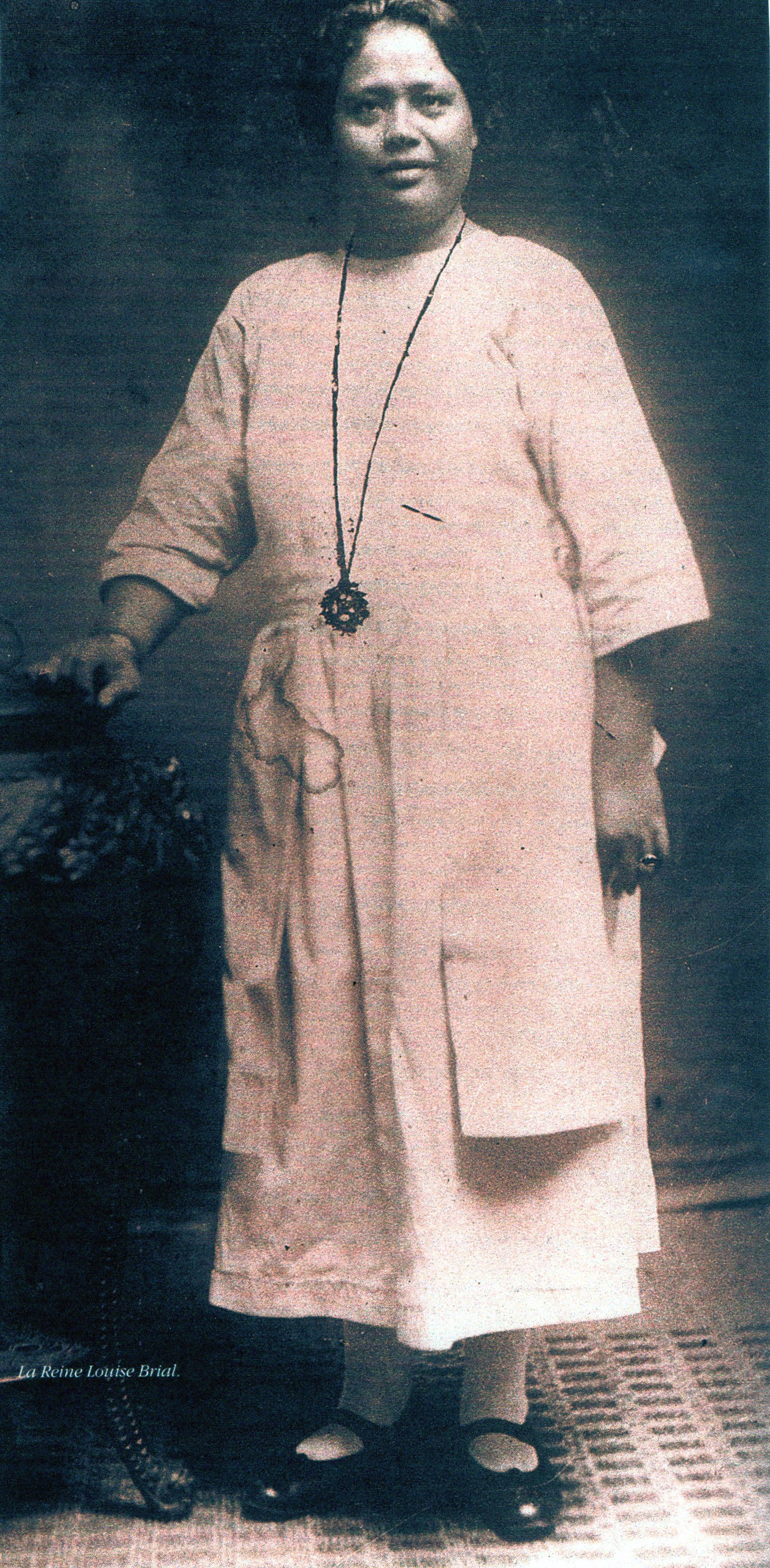
Aloisia I

- Soane-Patita Vaimua Lavelua (1826 – 1829)(1ª volta)
- Toifale (fem.) (1829 - 1830)
- Takala (1829 - 1830)
- Soane-Patita Vaimua Lavelua (1830 – 1858)(2ª volta)
- Falakika Seilala (fem.) (1858 – 1869)
- Amelia Tokagahahau Aliki (fem.) (1869 -1895)
- Vito Lavelua II (1895 – 1904)
- Isaake (in ribellione) (11 marzo 1895 - 12 marzo 1895)
- Lusiano Aisake (1904 – 1906)
- Sosefo Mautāmakia I "Tokita" (1ª volta) (1906 - 1º aprile 1910)
- Soane-Patita Lavuia (1910 – 1916)
- Sosefo Mautāmakia II (1916 - 1918)
- Vitolo Kulihaapai (1918 –1924)
- Tomasi Kulimoetoke I (1924 – 1928)
- Mikaele Tufele II (1928 – 1931) (1ª volta)
- Sosefo Mautāmakia I "Tokita" (1931 – 1933) (2ª volta)
- Petelo Kahofuna (13 marzo 1933 - 25 maggio 1933)
- Mikaele Tufele II (25 maggio 1933 - 30 novembre 1933) (2ª volta)
- Consiglio dei Ministri (30 novembre 1933 - 16 marzo 1941)
- Leone Manikitoga (16 marzo 1941 - 29 marzo 1947)
- Pelenato Fuluhea (1947 – 1950)
- Kapeliele Tufele III "Setu" (1950 – 1953)
- Consiglio dei Ministri (17 novembre 1953 - 18 dicembre 1953)
- Soane Toke (18 dicembre 1953 - 19 dicembre 1953)
- Aloisia Brial (fem.) (22 dicembre 1953 - 12 settembre 1958)
- Consiglio dei Ministri (12 settembre 1958 - 12 marzo 1959)
- Tomasi Kulimoetoke II (12 marzo 1959 - 7 maggio 2007)
- Consiglio dei Ministri (8 maggio 2007 - 25 luglio 2008)
- Kapiliele Faupala (25 luglio 2008[2] - 2 settembre 2014)
- Patalione Kanimoa (17 aprile 2016 - oggi)

## Sigave

### Sau
Il Re di Sigave viene chiamato Sau.

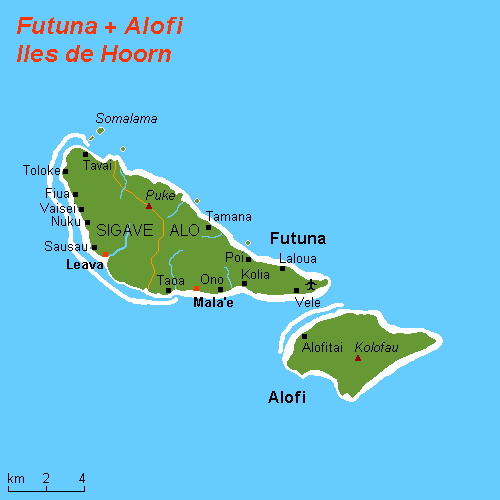
Le isole Hoorn, note localmente col nome di isole Futuna.

Questa è la lista dei monarchi di Sigave.
- Tuikamea (1784 - ?)
- Inosiopogoi (? - ?)
- Latuka (? – 1800)
- Vanae (1800 – 10 agosto 1839)
- occupata dal Regno di Alo (10 agosto 1839 – 1841)
- Petelo Keletaona (1842 – 1851)
- Alefosio Tamole (1851 - ?)
- Anise Tamole (1887? - ?)
- Lutotio (1889? - ?)
- Savelio Keletaona (? - ?)
- Mateo Tamole (? - ?)
- Toviko Keletaona (? - ?) (1ª volta)
- Tamasi Tamole (? - ?)
- Toviko Keletaona (? - ?) (2ª volta)
- Sui Tamole (? - ?) (1ª volta)
- Ligareto Falemaa (? – 1929)
- Keletaona Keletaona (1929 – 1932)
- Fololiano Sui Tamole (1932 - ?)
- Sui Tamole (? - ?) (2ª volta)
- Amole Keletaona (marzo 1941 – 29 settembre 1949)
- Soane Vanai (? - ?)
- Pio Keletaona (? – 27 giugno 1955)
- Sakopo Tamole "Pausu" (11 luglio 1955 – 18 gennaio 1957)
- Setefano Lavelua (27 gennaio 1957 – 4 agosto 1959)
- Sileno Tamole "Veu" (29 settembre 1959 – 7 aprile 1969)
- Alefosio Keletaona "Vasa" (31 luglio 1969 – 24 maggio 1971)
- Ilalio Amosala (1º giugno 1971 – 30 settembre 1972)
- Nasalio Keletaona (1º dicembre 1972 – 1982)
- Sagato Keletaona (4 agosto 1982 – 1º aprile 1987)
- Sosefo Vanai (1º aprile 1987 – 5 aprile 1990
- Lafaele Malau (10 maggio 1990 – 26 ottobre 1994
- Soane Patita Sokotaua (26 ottobre 1994 – 1997)
- Pasilio Keletaona (26 settembre 1997 – 26 settembre 2003
- Visesio Moeliku (10 marzo 2004 – oggi)

## Alo

### Fakavelikele
Il Re di Alo, fino ad inizio Ottocento venne chiamato Fakavelikele, in onore del suo primo re.
Questa è la lista dei fakavelikele di Sigave.
- Fakavelikele (? - ?)
- Pili (? - ?)
- Mala’evaoa (? - ?)
- Nimo o le Tano’a (? - ?)
- Veliteki (1748 – 1756)
- nome sconosciuto (1756 – 1784)
- Fonati (1784 – 1839?)

### Tuiagaifo
Attualmente il Re di Alo viene chiamato Tuiagaifo.
Questa è la lista dei tuiagaifo di Sigave.
- Fonati (1837? – 1839?)
- Niuliki (1839? – 1841)
- Musumusu (1841 – 1844) (reggente)
- Filipo Meitala (1844 – 1862)
- Alia Segi (1862 - ?)
- Soane Malia Musulamu (1887? – 1929)
- Soane Moefana (1929 – 1932)
- Tuiseka (? - ?)
- Usanio Pipisega (? - ?)
- Paloto Aika (? - ?)
- Savelio Meitala (? - ?)
- Kamilo Katea (? - ?)
- Maleselino Maituku (? - ?)
- Kolio Maituku (? - ?)
- Papilio Tala’e (? - ?)
- Lelipo Pipisega (? - ?)
- Alesio Feta’u (? - ?)
- Petelo Savo Meitala (? - ?)
- Soane Va Pipisega (? - ?)
- Silisio Katea (? - ?)
- Petelo Tala’e (? - ?)
- Vito Tuiseka (? - ?)
- Petelo Maituku (? – 27 dicembre 1958) (1ª volta)
- Setefano Tuikalepa (29 dicembre 1958 – 8 febbraio 1960)
- Kamaliele Moefana (9 febbraio 1960 – 9 dicembre 1961)
- Pio Tagatamanogi (28 dicembre 1961 – 8 settembre 1962)
- Mikaele Fanene (15 settembre 1962 – ?)
- Seteone Pipisega (? – 30 maggio 1970)
- Petelo Maituku (1º giugno 1970 – 1º maggio 1973) (2ª volta)
- Mikaele Katea (10 maggio 1973 – 17 aprile 1974)
- Patita Savea (20 aprile 1974 – 28 dicembre 1976)
- Kalepo Nau (11 gennaio 1977 – 17 luglio 1978)
- Nopeleto Tuikalepa (15 marzo 1979 – 29 ottobre 1984
- Petelo Lemo (20 novembre 1984 – 24 febbraio 1990)
- Lomano Musulamu (24 febbraio 1990 – 1º febbraio 1995)
- Esipio Takasi (6 aprile 1995 – 9 luglio 1997)
- Sagato Alofi (10 luglio 1997 – ottobre 2002)
- Soane Patita Maituku (21 novembre 2002 – 19 febbraio 2008
- Petelo Vikena (6 novembre 2008 – 22 gennaio 2010)
- Petelo Sea (17 gennaio 2014 - oggi)